# تل بیان
تل بیان در شهرستان خرم بید، حد فاصل روستاهای ماضیان و بیان واقع شده و این اثر در تاریخ ۲۵ اسفند ۱۳۷۹ با شمارهٔ ثبت ۳۲۷۲ به‌عنوان یکی از آثار ملی ایران به در خواست و کوشش جابر حیدری فردبه ثبت رسیده است.